# Đồng Tiến, Đồng Phú
Đồng Tiến là một xã thuộc huyện Đồng Phú, tỉnh Bình Phước, Việt Nam.
Xã Đồng Tiến có diện tích 52,10 km², dân số năm 2002 là 9.686 người, mật độ dân số đạt 186 người/km².